# Rolf Paetz
Rolf Paetz (24 novembre 1922 – 19 aprile 1994) è stato un calciatore tedesco, di ruolo attaccante.

## Palmarès

### Club

#### Competizioni nazionali
- Campionato tedesco: 1

Hannover 96: 1953-1954